# 誇張法
誇張法（こちょうほう、ギリシャ語: υπερβολή、ドイツ語: Hyperbel、ラテン語、英語、フランス語：Hyperbole）とは、主張を大げさにする修辞技法のこと。 誇張法は、強い印象を想起させる、あるいは強い印象を生むのに用いられる。文字通りの意味に取るものではない。

## 概略
誇張法は表現の力強さを生むのに用いられる。詩の中でよく使われる文学的趣向であり、さりげないスピーチの中にもしばしば見られる。

## 例
- 白髮三千丈，縁愁似箇長（李白『秋浦歌』） - 愁いで白髪が三千丈（約9km）もあるように思える。空間の誇張法。詳細は白髪三千丈参照。
- 朝辞白帝彩雲間，千里江陵一日還（李白『早發白帝城』） - 1日で千里も離れた江陵に到着した。時間の誇張法。
- 「2万%あり得ない」（橋下徹の発言）[要出典]。
- 「それは世間が、ゆるさない」（太宰治『人間失格』） - 許さないのは「世間」でなく、発言者の堀木正雄。主語の誇張であり、「主語が大きい」「太宰メソッド」などと呼ばれる。